# 우리 (울타리)

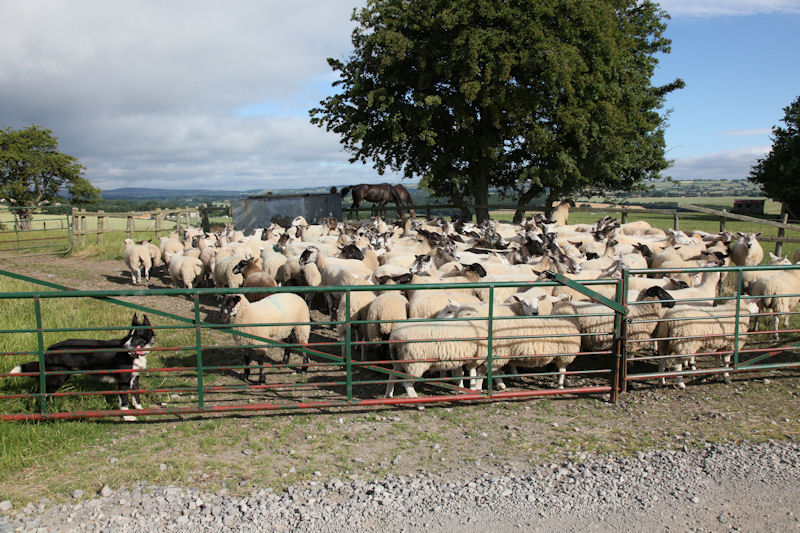
영국 요크셔의 우리 안에 있는 양

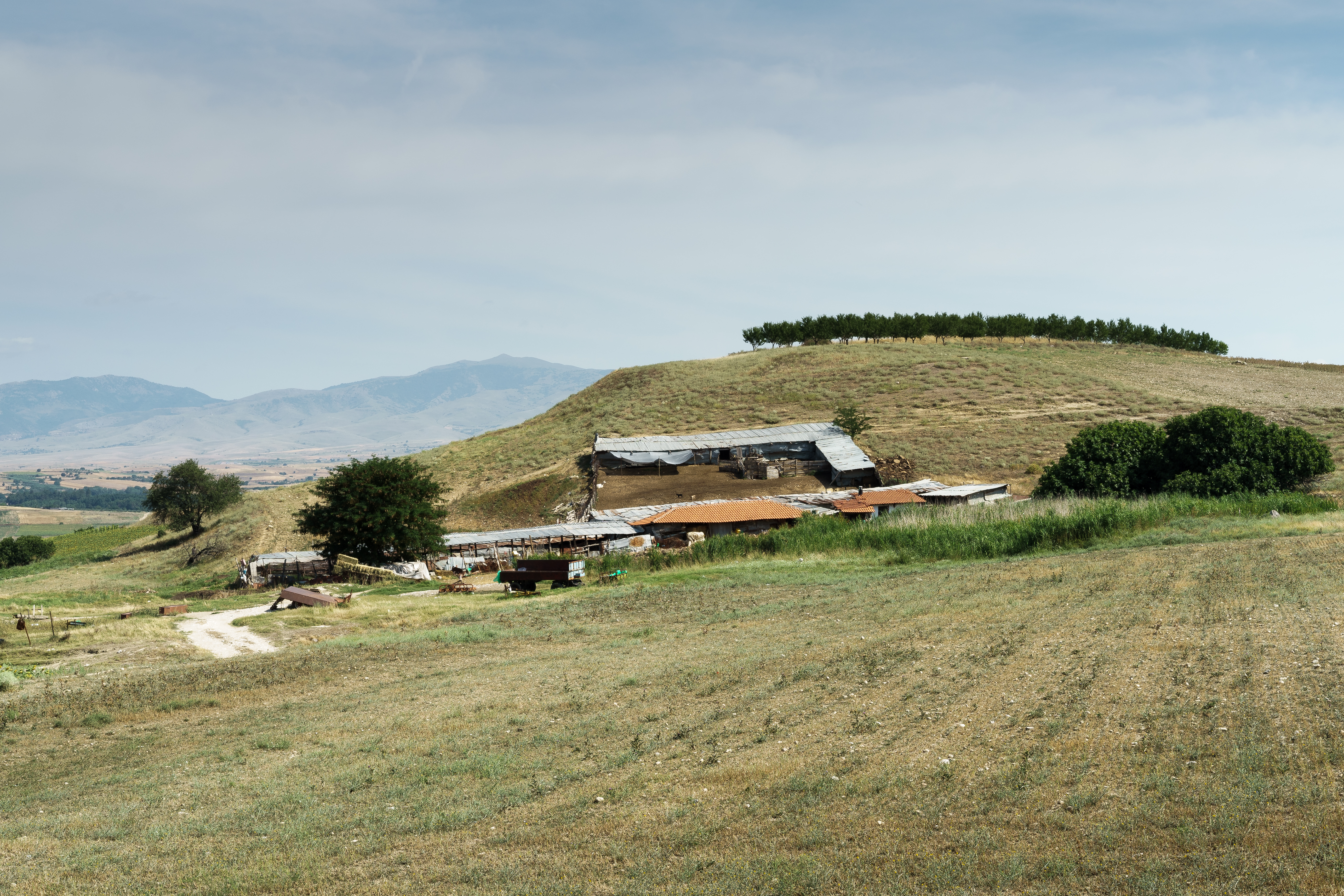
마케도니아의 염소 우리

우리(영어: pen)는 가축을 수용하기 위한 울타리이다. 또한 집 안에 있기를 원하지 않는 애완 동물과 같은 다른 동물에 대한 울타리라는 용어로도 사용될 수 있다. 이 용어는 한 마리 또는 여러 마리의 동물을 가둘 수 있는 울타리의 유형을 설명한다.

## 같이 보기
- 울타리

## 참고 문헌
- "Macquarie Dictionary, The", 2nd edition, 1991